# Místokrál Kuše
| sw | zA | n | k · S | T14 | N25 |

| sw | zA | n | k · S | T14 | N25 |

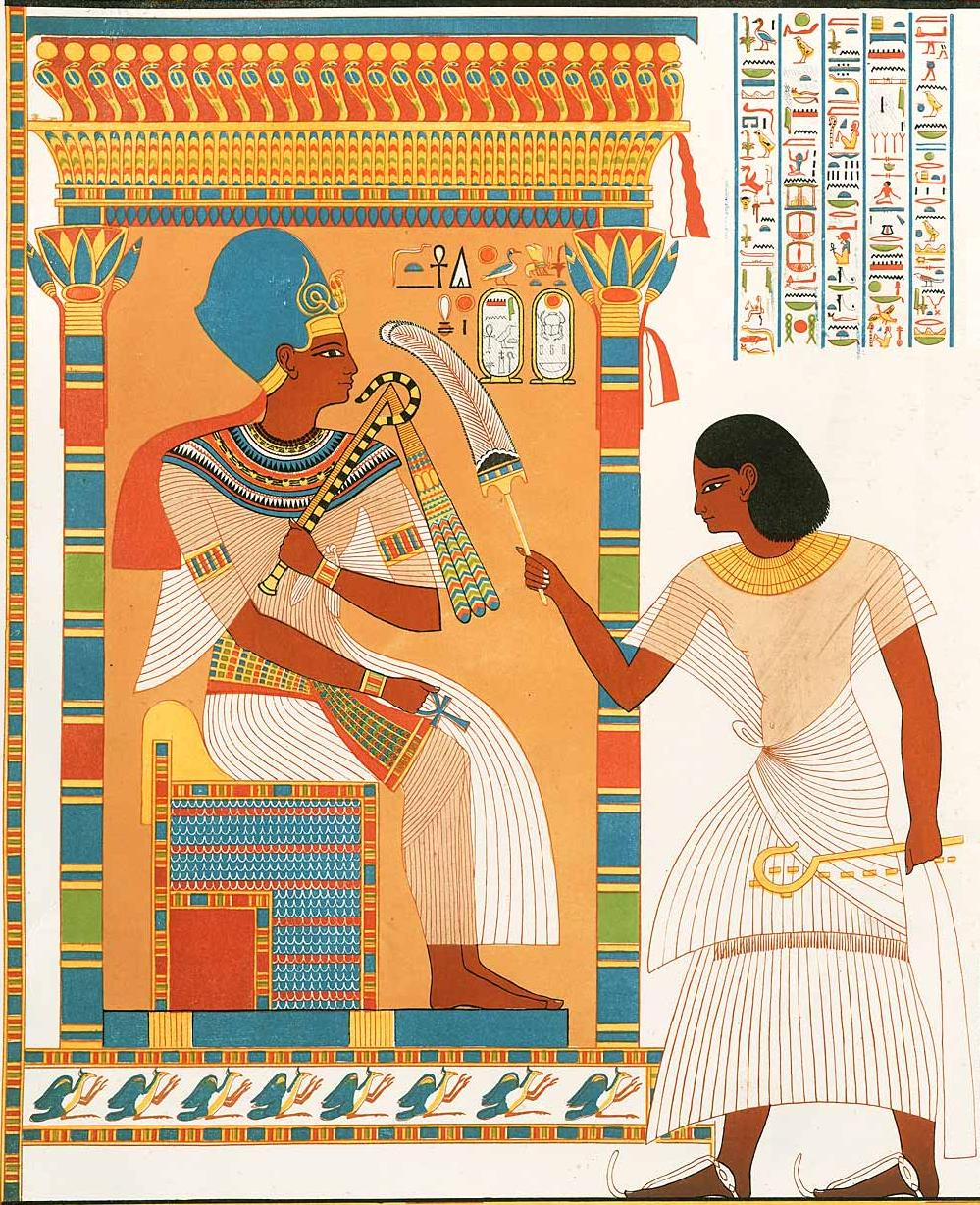
Místokrál Kuše Amenhotep před faraonem Tutanchamonem

Místokrál Kuše (doslovně Králův syn z Kuše, někdy jen Králův syn) byl správce núbijské provincie v Nové říši a části Třetí přechodné doby, kdy Egypt Núbii ovládal.
Úřad je doložen od dob 18. dynastie a částečně se objevuje i ve Třetí přechodné době, ačkoliv je možné, že v této době už byla Núbie samostatná. Místokrál sídlil v Anibě v Dolní Núbii a spravoval území až k 4. nilskému kataraktu.

## Seznam místokrálú Kuše
| Jméno místokrále   | Za vlády faraona             |
| ------------------ | ---------------------------- |
| Teti               | Kamose                       |
| Džehuti            | Ahmose                       |
| Zatait             | Amenhotep I. a Thutmose I.   |
| Tuvre              | Amenhotep I. a Thutmose I.   |
| Seni               | Thutmose I. a Thutmose II.   |
| Penre              | Hatšepsut                    |
| Inebni/Amenemnechu | Hatšepsut                    |
| Nehy               | Thutmose III.                |
| Usersatet          | Amenhotep II.                |
| Merimose           | Amenhotep III.               |
| Thutmose           | Achnaton                     |
| Huj-Amenhotep      | Tutanchamon                  |
| Paser I.           | Aj II. a Horemheb            |
| Amenemope          | Sethi I. a Ramesse II.       |
| Juni               | Sethi I. a Ramesse II.       |
| Hekanacht          | Ramesse II.                  |
| Huj                | Ramesse II.                  |
| Paser II.          | Ramesse II.                  |
| Setau              | Ramesse II.                  |
| Iuni               | Ramesse II.                  |
| Hori I.            | Ramesse II.                  |
| Mernedžem          | Ramesse II.                  |
| Messui             | Merenptah                    |
| Chaemteri          | Merenptah                    |
| Seti               | Siptah                       |
| Hori II.           | Siptah až Ramesse III.       |
| Hori III.          | Ramesse III. až Ramesse V.   |
| Siese              | Ramesse VI.                  |
| Nahiho             | Ramesse VII. a Ramesse VIII. |
| Ventavat           | Ramesse IX.                  |
| Ramessenacht       | Ramesse IX.                  |
| Panehsi            | Ramesse XI.                  |
| Pianch             | Ramesse XI.                  |
| Herihor            | Ramesse XI.                  |
| Akheperre          | Mencheperre                  |
| Neskhons           | Siamun                       |
| Pamiu I            | Osorkon III.                 |